# Korkiasaari (ö i Enare träsk, Enare)
Korkiasaari, nordsamiska: Karssuálui, är en ö i Finland. Den ligger i sjön Enare träsk och i kommunen Enare i den ekonomiska regionen Norra Lappland och landskapet Lappland, i den norra delen av landet, 1 000 km norr om huvudstaden Helsingfors. Öns area är 61,7 hektar och dess största längd är 1,4 kilometer i öst-västlig riktning.